# Луи-Огюст дьо Бурбон
Луи-Огюст дьо Бурбон, херцог дю Мен (на френски: Louis-Auguste de Bourbon, duc du Maine; * 31 март 1670, Сен Жермен ан Ле, Франция; † 14 май 1736, Со, Франция) е извънбрачен син на Луи XIV от маркиза дьо Монтеспан. Признат от самото начало от краля, той и братята му Луи-Сезар и Луи-Александър се радват на неговата нежност, тъй като показват повече качества от законния престолонаследник Луи, Великия дофин. През 1714 г., когато много от наследниците на Краля-слънце умират и се стига до криза на династията, херцогът на Мен е признат за „кръвен принц“ и му е дадено правото да наследи короната, ако се наложи. Включен е в регентството на малкия Луи XV, но Филип II Орлеански го изолира и сам поема властта.

## Живот

### Ранни години
Роден е в двореца Сен-Жермен. По това време баща му Луи XIV е най-мощният и влиятелен владетел в Европа, а Франция е на върха на своето могъщество. Майка му е метреса с ранг на истинска кралица. Тъй като законният син на Луи от Мария-Тереза Испанска вече проявява типичната си разсеяност и бавно мислене, децата от мадам дьо Монтеспан са чакани с радост от краля. Не е случайно, че трите момчета са наречени на велики древни мъже: Октавиан Август, Цезар и Александър Велики.
Новороденото бебе веднага е оставено на грижите на една придворна дама на Монтеспан – госпожа Скарон, (бъдещата маркиза дьо Ментнон) която живее на улица Вожирар, близо до Люксембургския дворец. Луи-Огюст се ражда с недъг: единият му крак е по-къс от другия, поради което Скарон го води на процедури в Антверпен (там пътуват инкогнито) и на лековити бани в Пиренеите. Това обикновено пътуване се превръща в триумф за малкото дете. „Самият крал нямаше да бъде приет по-добре, пише спътничката му в писмо до Монтеспан. Навсякъде почести и акламации!“
През 1673 г. кралят го признава официално за свой син, Парижкият парламент ратифицира решението и детето получава титлата херцог дю Мен (Мен е историческа област по течението на Лоара). Представен е в двора още на 4 години, след което му дават формално длъжността командир на швейцарската гвардия. Осигурени са му най-добрите учители. Лично маршал Люксамбур се заема с военното му обучение.

### Брак
Първоначално кралят смята да не жени извънбрачното си синове за принцеси, но после променя мнението си. Първото предложение за съпруга на херцога е Елизабет Шарлот д'Орлеан, племенница на краля (дъщеря на Филип I Орлеански и пфалцката принцеса Елизабет Шарлот). Но тъй като майката е ужасена от вероятността дъщеря ѝ да се омъжи за извънбрачно дете (тя е и принципен враг на Монтеспан и децата ѝ), сделката отпада. Тогава се стига до нещо рядко срещано по онова време – на Луи-Огюст е позволено да избере между трите внучки на Великия Конде, принц от кралска кръв. Той избира Луиз-Бенедикт, „слаба и хубава като кукла“. Сватбата се състои на 19 май 1692 г. във Версай, при знаменателни присъствия и отсъствия. Очевидният отсъстващ е мадам дьо Монтеспан, вече изпаднала в немилост след „аферата с отровата“. За сметка на това присъства сваления четири години по-рано английски крал Джеймз II.
Бракът не се оказва сполучлив. Въпреки че отношенията между съпрузите остават хладни, се раждат седем деца, три от които достигат зряла възраст: Луи-Огюст Втори де Бурбон, Принц на Домб, Луи-Шарл де Бурбон, Граф на Ев и Луиз-Франсоаз де Бурбон, Мадмоазел дю Мен. Никой от тях не сключва брак и не оставя потомство.

### Личност и качества
Съзнанието, че е наполовина инвалид, влошеното здраве и фактът, че е извънбрачен син на краля, придават на херцога на Мен комплекс за малоценност, недостатъчно решителен и колеблив характер. В едно писмо до Ментнон от бойното поле той пише: „Дали имам амбиция? Отказах се от нея и по-скоро съм склонен да се подчинявам на заповедите на краля.“ Действително, през 1692 г. Кралят-слънце го изпраща на фронта, за да придобие опит и един ден сам да води армия. Подобно на Великия дофин обаче, и херцогът на Мен не показва заложби в това отношение. В писмото си до маршал Д'Юмиер Луи XIV подчертава: „Изпращам Ви сина си да служи под Ваша команда. Знаете чувствата, които изпитвам към него и колко много искам да заслужи честта, която му е оказана... и че Вие ще се справите с тази задача.“
Дю Мен е любимец на мадам дьо Ментнон, която всъщност приема като истинска майка. Запазени са стотици писма между двамата. Насърчаван от нея, херцогът не се притеснява така от впечатляващата личност на краля, както го прави Великият дофин (престолонаследникът Луи). От друга страна, след оттеглянето на майка му от двора, той почти не я посещава. Това е така, защото стриктно спазва молбата на баща му – нещо което брат му, граф дьо Тулуз, пренебрегва и ходи при нея.

### Участие в политиката
До 1711 г. Луи XIV има впечатляващо наследство, включително и правнуци. След това събитията се развиват страховито. Умира Великият дофин (1711), после синът му Луи дьо Бургон и жена му Мари-Аделаид Савойска, както и малкият Луи дьо Бретан (1712). Вторият му внук Филип д'Анжу става испански крал и се отказва от правата си върху френската корона, а третият – Шарл дьо Бери умира без деца при инцидент по време на езда през 1714 г. Така наследник става едно невръстно дете, едва оцеляло от шарка. В тази ситуация Ментнон (вече втора съпруга на краля) настоява да се дадат права на наследници на херцог дю Мен и граф дьо Тулуз. Макар че са извънбрачни, Луи XIV нарушава традицията и се вслушва в думите на жена си. През юли 1714 г. той ги издига в ранг „кръвни принцове“, с което заличава разликата със законните си деца. Осъзнаващ опасностите за династията, Парижкият парламент се съгласява. На 2 август кралят оповестява последното си завещание. Дотогава той е предвиждал своя племенник Филип ІІ Орлеански за единствен регент, но с новия акт нарежда властта в държавата да се сподели от регетнски съвет от 14 души. В него участват Мен и Тулуз, а решенията трябва да се вземат с мнозинство.
През август 1715 г. здравето на краля силно се влошава и той не може да приеме парада на войските. Изпраща херцог дю Мен да го представлява. Това показва на орлеанския херцог кой е главният му съперник за властта. Ето защо след като Луи XIV умира привечер на 1 септември, Орлеан бързо извършва преврат. Той убеждава парламента, че е по-добре да има само един регент на малкия Луи XV и обещава смекчаване на авторитарните принципи. Тъй като парламентът е принципен противник на абсолютизма, той одобрява новото положение. Синовете на Монтеспан се оказват изхвърлени от управлението.
Бруталните действия на Орлеан карат херцог дю Мен да се включи в т. нар. заговор на Селамар от 1718 г. Опасявайки се, че регентът е твърде либерален и може да се откаже от главните принципи на абсолютната монархия, херцогът се съгласява с настояването на амбициозната си съпруга да подкрепи идеята регент да стане Филип д'Анжу, който по това време е испански крал с името Фелипе V. Луиз-Бенедикт става фактически ръководител на заговора. Той обаче е разкрит, дю Мен е арестуван и затворен. През 1720 г. е освободен и опростен от регента, сдобрява се и с жена си и двамата приключват участието си в политиката. Те изживяват останалите си дни в двореца Со, където херцогът умира от тумор през 1736 г. Наследниците му образуват рода Бурбон-Мен, който приключва през 1775 г.